# 아즈사 마유미
아즈사 마유미(일본어: 梓 真弓 あずさ まゆみ[*], 본명: 오오카와 야스코(大河泰子), 1926년 2월 25일 ~ 1994년 11월 13일)는 일본의 전 다카라즈카 가극단 호시구미 주연 여역 클라스로, 전 다카라즈카 음악학교 일본무용 강사이다.
효고현 고베시 성가족여학교 출신이다. 재단 당시 공식 키는 154cm, 애칭은 "오오카와짱"이다.

## 약력ㆍ인물
1940년, 다카라즈카 음악무용학교 (현 다카라즈카 음악학교)에 입학했다.
1943년, 다카라즈카 가극단 30기생으로 입단했다. 초무대 연목은 『태양의 아이들』이다. 입단 당시 성적은 14명 중 5등이다.
1984년부터 다카라즈카 음악학교 일본무용 강사를 맡았다.
1986년 2월 25일자로 다카라즈카 가극단을 퇴단했다. 최종출연 공연은 호시구미 도쿄 다카라즈카 극장 공연 『서해에 꽃이 져도(西海に花散れど)』이다.
1994년 11월 13일, 사망했다.

## 재단 당시 주요 무대 출연
- 『夜鶴双紙』『ブルーヘブン』 (호시구미) (1948년 9월 22일 - 10월 11일：다카라즈카 대극장)
- 『龍女』 (호시구미) (1949년 2월 18일 - 3월 9일：다카라즈카 대극장)
- 『高山右近』 (호시구미) (1949년 6월 1일 - 6월 20일：다카라즈카 대극장)
- 『三人片輪』 (호시구미) (1949년 8월 10일 - 8월 30일：다카라즈카 대극장)
- 『スヰート・シルヴィ』 (호시구미) (1949년 12월 1일 - 12월 28일：다카라즈카 중극장)
- 『嘘吐きレリオ』 (호시구미) (1950년 2월 1일 - 2월 27일：다카라즈카 대극장)
- 『虞美人』 - 모모무스메(桃娘) 役 (호시구미) (1951년 8월 1일 - 8월 30일：다카라즈카 대극장)
- 『白蓮記』 (하나구미) (1953년 2월 1일 - 2월 27일：다카라즈카 대극장)
- 『春の踊り(花の宝塚)』 (하나구미) (1953년 5월 1일 - 5월 31일, 다카라즈카 대극장)
- 『白井權八』 (하나구미) (1954년 3월 3일 - 3월 30일：다카라즈카 대극장)
- 『笛吹童子』 (하나구미) (1954년 7월 1일 - 7월 30일：다카라즈카 대극장)
- 『虞美人』 - 모모무스메(桃娘) 役 (호시구미) (1955년 4월 16일 - 5월 25일：도쿄 다카라즈카 극장, 3월 2일 - 30일：다카라즈카 대극장)
- 『日本美女絵巻』 (호시구미) (1959년 1월 1일 - 1월 30일：다카라즈카 대극장)
- 『花供養』 - 오요츠 고료닌(お与津御寮人) 役 (전과) (1984년 3월 31일 - 4월 10일：다카라즈카 바우홀)
- 『花夢幻』 - 아야메의 여자, 미녀S 役 (유키구미) (1985년 1월 1일 - 2월 12일：다카라즈카 대극장, 4월 4일 - 4월 29일, 도쿄 다카라즈카 극장)
- 『西海に花散れど』 - 켄레이몬인 役 (호시구미) (1985년 8월 18일 - 9월 7일：다카라즈카 대극장, 12월 1일 - 12월 27일：도쿄 다카라즈카 극장)

## 영화 출연
- 『元禄水滸伝』 - 사유리(小百合) 役 (1952년, 東宝)
- 『恋の捕縄』- 딸 오치요(娘・お千代) 役 (1952년, 東宝)
- 『かっぱ六銃士』- 공주님(姫君) 役 (1953년, 東宝)
- 『右門捕物帖 まぼろし変化』 - 오코메(お米) 役 (1954년, 東宝)
- 『蝶々夫人』 - 게이샤(芸者) 役 (1955년, 東宝)
- 『五十年目の浮気』 - 차녀 사요코(次女・さよ子) 役 (1956년, 東宝)
- 『アチャコ行状記 嫁取り試験』 - 센코(仙子) 役 (1956년, 東宝)